# Carpark North
Carpark North ist eine dänische Synth-Rock-/Elektropop-Band bestehend aus Lau Højen (Gitarre, Gesang), Søren Balsner (Bass, Synthesizer) und Morten Thorhauge (Schlagzeug). 

## Geschichte
Mit ihrem Debütalbum, Carpark North (2003), erweckten sie den dänischen Elektropop zu neuem Leben. Das Album war sehr erfolgreich, verkaufte sich allein in Dänemark über 50.000 Mal und erreichte Platin-Status. Produziert wurde das Album von Joshua, auch bekannt als Jon Schumann, der bereits für Kashmir und Mew produziert hatte.
Ihr zweites Album, All Things to All People, welches nach einer langen Pause ohne Lebenszeichen von der Band 2005 veröffentlicht wurde, war ebenfalls sehr erfolgreich. 2006 wurde die Band für das Video zu ihrer Hit-Single Human, eine rockige Up-Tempo Nummer, als "Bestes dänisches Video" bei den Danish Music Awards ausgezeichnet. Regisseur des Videos war Martin de Turah.
Ihr drittes Album Grateful erschien im September 2008, ist in Deutschland derzeit allerdings nicht erhältlich.
Im Frühjahr und Sommer 2010 spielte die Band im Vorprogramm von Thirty Seconds to Mars, es folgten Auftritte bei Rock am Ring und Rock im Park.
Am 3. September 2010 erschien in Deutschland das neue Album Lost, das aus Songs der beiden Vorgänger Grateful und All Things to All People zusammengestellt wurde. Als Single wurde der Song Just Human ausgekoppelt, bei dem es sich offenbar um eine leicht veränderte Neuaufnahme des Songs Human handelt, der bereits 2005 als Single erschienen war.
2015 waren sie als Vorband von Sunrise Avenue auf Tour in Deutschland und Österreich und starteten im Herbst und Winter 2015 eine eigene Tour zum dort aktuellen Album Phoenix.

## Diskografie

### Studioalben
| Jahr | Titel                    | Höchstplatzierung, Gesamtwochen, AuszeichnungChartsChartplatzierungen (Jahr, Titel, Platzierungen, Wochen, Auszeichnungen, Anmerkungen) | Anmerkungen                             |
| Jahr | Titel                    | DK | Anmerkungen                             |
| ---- | ------------------------ | --- | --------------------------------------- |
| 2003 | Carpark North            | DK1 ×3Dreifachplatin · (32 Wo.)DK | Erstveröffentlichung: 26. Februar 2003  |
| 2005 | All Things To All People | DK4 (8 Wo.)DK | Erstveröffentlichung: 25. April 2005    |
| 2008 | Grateful                 | DK5 ×2Doppelplatin · (39 Wo.)DK | Erstveröffentlichung: 8. September 2008 |
| 2014 | Phoenix                  | DK4 Gold · (30 Wo.)DK | Erstveröffentlichung: 27. Januar 2014   |
| 2017 | Hope                     | DK4 Gold · (3 Wo.)DK | Erstveröffentlichung: 27. Oktober 2017  |

Weitere Studioalben
- 2010: Lost

### Kompilationen
| Jahr | Titel     | Höchstplatzierung, Gesamtwochen, AuszeichnungChartsChartplatzierungen (Jahr, Titel, Platzierungen, Wochen, Auszeichnungen, Anmerkungen) | Anmerkungen |
| Jahr | Titel     | DK | Anmerkungen |
| ---- | --------- | --- | ----------- |
| 2010 | Best Days | DK10 Gold · (33 Wo.)DK |             |

### EPs
- 2000: Carstereo
- 2002: 40 Days

### Singles
| Jahr | Titel Album                           | Höchstplatzierung, Gesamtwochen, AuszeichnungChartsChartplatzierungen (Jahr, Titel, Album, Platzierungen, Wochen, Auszeichnungen, Anmerkungen) | Anmerkungen            |
| Jahr | Titel Album                           | DK | Anmerkungen            |
| ---- | ------------------------------------- | --- | ---------------------- |
| 2003 | Transparent & Glasslike Carpark North | DK24 Platin · (2 Wo.)DK | Charteinstieg DK: 2019 |
| 2005 | Human All Things To All People        | DK9 (4 Wo.)DK |                        |
| 2008 | Shall We Be Grateful Grateful         | DK5 (29 Wo.)DK |                        |
| 2008 | More Grateful                         | DK22 (8 Wo.)DK |                        |
| 2009 | Save Me From Myself Lost              | DK12 (14 Wo.)DK |                        |
| 2010 | Burn It Phoenix                       | DK27 Gold · (9 Wo.)DK |                        |
| 2011 | Everything Starts Again Phoenix       | DK34 (2 Wo.)DK |                        |
| 2013 | Army of Open Arms Phoenix             | DK25 (1 Wo.)DK |                        |
| 2013 | 32 Phoenix                            | DK5 Platin (Streaming) + Gold · (30 Wo.)DK | feat. Stine Bramsen    |
| 2014 | You’re My Fire Phoenix                | DK22 (6 Wo.)DK | feat. Nik & Jay        |
| 2014 | Renegade Phoenix                      | DK38 (1 Wo.)DK |                        |

Weitere Singles
- 2000: There’s a Place
- 2002: 40 Days
- 2003: Transparent & Glasslike
- 2003: Wild Wonders
- 2003: Kiss Me
- 2005: Best Day
- 2005: Fireworks
- 2005: Song About Us (Live)
- 2006: The Beasts
- 2009: Leave My Place
- 2010: Lost (Peace)
- 2010: Just Human
- 2015: 32 (feat. Sandra Nasić)
- 2016: Unbreakable
- 2017: Feel So Real
- 2017: Raise Your Head
- 2017: When We Were Kids
- 2017: Håb
- 2018: Heroes (mit Samu Haber)